# Scharfenberg
Scharfenberg (niem. Burg Scharfenberg) – zamek królewski zbudowany obok zamku Trifels w XI wieku. W XIII wieku był mennicą miasta Annweiler am Trifels (stąd też nazywany bywa Münz). Podczas wojny chłopskiej w 1525 roku został zburzony i od tego czasu pozostaje ruiną.
Zachowała się 20-metrowa, nie udostępniona wieża (wejście położone jest dość wysoko), część murów obronnych i fosa.